# 塔威普 (亞利桑那州)
塔威普（英語：Tuweep）是位於美國亞利桑那州莫哈維縣的一個非建制地區。該地的面積和人口皆未知。

## 地理
塔威普的座標為36°24′57″N 113°04′00″W / 36.41583°N 113.06667°W，而該地的平均海拔高度為1580米（即5180英尺）。